# 洛氏龍脊魨
洛氏龍脊魨為輻鰭魚綱魨形目四齒魨亞目四齒魨科的其中一種，為熱帶淡水魚，分布於亞洲馬來西亞及印尼淡水水域，體色會依環境變化而變化，體長可達6公分，棲息在流動緩慢的溪流，以甲殼類、軟體動物等為食，生活習性不明，可做為觀賞魚。

## 扩展阅读
維基物種上的相關：洛氏龍脊魨